# Astrebla
Astrebla és un gènere de plantes de la subfamília de les cloridòidies, família de les poàcies. És un gènere endèmic d'Austràlia.
Fou descrit per Ferdinand Jacob Heinrich von Mueller i publicat a Flora Australiensis: a description ...7: 602. 1878. (23-30 Març 1878)

## Etimologia
El nom del gènere deriva del grec a (no) i streblos (tort), en referència a les arestes rectes.
Citologia
Nombre de la base del cromosoma, x = 10. 2n = 40.

## Taxonomia
- Astrebla elymoides; F.Muell. ex F.M.Bailey
- Astrebla lappacea; (Lindl.) Domin
- Astrebla pectinata; (Lindl.) F.Muell. ex Benth.
- Astrebla squarrosa; C.E.Hubb.